# Greatest Hits (альбом Run-D.M.C.)
Greatest Hits — сборник американского коллектива Run-D.M.C., куда вошли лучшие композиции группы, записанные в период с 1983 по 2000 год. Альбом выпущен 10 сентября 2002 года лейблом Arista Records.

## Об альбоме
Предполагалось, что в состав сборника войдут такие хиты, как «The Ave», «Pause» и «Ooh, What’cha Gonna Do?». Но этого не произошло. В интервью журналу Marie Claire, DJ Run, один из участников Run-D.M.C., прокомментировал это так:
Я хочу, чтобы дети просто шли и брали этот альбом… Чтобы услышать, как круто звучит хип-хоп в 1984. Но это не значит, что мне не нравится что-то из последних записей.
Оригинальный текст (англ.)I want kids to pick up this album and go… So that’s what hip hop sounded like in 1984, cool. It’s not because I dislike any of those [later] records
После смерти Jam Master Jay, группа прекратила творческую деятельность. Однако, в связи с тем, что музыканты не выполнили все обязательства, предусмотренные контрактом с Arista Records, весь материал Run-D.M.C. остался доступным для использования. Из-за этого, после релиза Greatest Hits, лейбл продолжил выпускать различные компиляции с композицями группы разных лет.

## Список композиций
| №                   | Название                                                   | Длительность |
| ------------------- | ---------------------------------------------------------- | ------------ |
| 1.                  | «King of Rock»                                             | 5:13         |
| 2.                  | «It’s Tricky»                                              | 3:03         |
| 3.                  | «Beats to the Rhyme»                                       | 2:41         |
| 4.                  | «Can You Rock It Like This»                                | 4:29         |
| 5.                  | «Walk This Way» (совместно с Aerosmith)                    | 5:10         |
| 6.                  | «Run’s House»                                              | 3:44         |
| 7.                  | «Rock Box»                                                 | 5:30         |
| 8.                  | «Peter Piper»                                              | 3:23         |
| 9.                  | «Mary, Mary»                                               | 3:14         |
| 10.                 | «Hard Times»                                               | 3:52         |
| 11.                 | «You Be Illin’»                                            | 3:26         |
| 12.                 | «It’s Like That»                                           | 4:49         |
| 13.                 | «My Adidas»                                                | 2:48         |
| 14.                 | «Sucker M.C.’s»                                            | 3:08         |
| 15.                 | «You Talk Too Much»                                        | 6:01         |
| 16.                 | «Jam-Master Jay»                                           | 3:10         |
| 17.                 | «Down With the King» (совместно с Питом Роком и CL Smooth) | 5:02         |
| 18.                 | «Christmas in Hollis»                                      | 2:58         |
| Общая длительность: | Общая длительность:                                        | 71:41        |

## Позиции в чартах
| Чарт (2002)            | Высшая позиция |
| ---------------------- | -------------- |
| Top R&B/Hip-Hop Albums | 33             |
| Billboard 200          | 199            |